# Resolució 1891 del Consell de Seguretat de les Nacions Unides
La Resolució 1891 del Consell de Seguretat de les Nacions Unides fou adoptada per unanimitat el 13 d'octubre de 2009. Després de recordar les resolucions anteriors sobre la situació al Sudan i el conflicte del Darfur, el Consell va decidir ampliar el mandat del Grup d'Experts que ajuda a controlar l'embargament d'armes i les sancions (inclosa prohibició de viatge i congelació d'actius) a aquells que impedeixen la pau al país durant un any, fins al 15 d'octubre de 2010.
El Consell demanar al grup que coordinés les seves activitats amb l'Operació Híbrida entre la Unió Africana i les Nacions Unides al Darfur (UNAMID) per avaluar les amenaces a l'estabilitat i les violacions de les resolucions. Alhora va instar a tots els estats i altres parts interessades a proporcionar tota la informació a la seva disposició sobre l'aplicació de l'embargament i les sancions.